# 폴리프로필렌
폴리프로필렌(polypropylene, PP)은 폴리에틸렌과 같이 석유에서 얻어진 프로필렌을 치글러-나타 촉매로 중합시킨 것으로, 저압법 폴리에틸렌과 같은 방법으로 만들어진다.
폴리프로필렌은 폴리에틸렌 분자 사슬의 탄소에 하나씩 걸러 메틸기(CH3)가 붙은 것이며, 규칙적으로 짧은 가지가 달린 형태를 하고 있다. 폴리프로필렌 필름은 폴리에틸렌 필름보다 투명도가 높고 약간 경질이다.
또 성형용으로도 많이 사용되며 병 용기 등이 만들어진다. 비중은 0.92로서 현재 있는 플라스틱 중에 가장 가벼우며, 용해 온도도 135∼160°C로 높고, 그 응용범위도 넓다. 그러나 착색하기 힘든 것과 열이나 빛에 조금 약하다는 것이 결점이다.

## 역사
필립스 석유 화학자인 폴 호건(J. Paul Hogan)과 로버트 뱅키시(Robert Banks)는 1951년에 처음으로 프로필렌의 중합성을 시연했다. 동위원소에 대한 입체적 중합은 1954년 3월 줄리오 나타(Giulio Natta)와 칼 렌(Karl Ren)에 의해 발견되었다. 이러한 선구적인 발견은 1957년부터 이탈리아 회사 몬테가티니에 의해 동위원소 폴리프로필렌의 대규모 상업적 생산으로 이어졌다. 신디오토릭 폴리프로필렌도 나타에 의해 처음 합성되었다.

## 폴리프로필렌 섬유
섬유 촉매하에서 중합하여 만든 입체 규칙성 구조를 가지는 폴리프로필렌을 방사한 것은 가볍고 마찰에 강하며 굴곡 강도도 크다. 내산·내알칼리성도 있는데 염색성에 난점이 있다.

## 가연성
모든 유기 화합물과 마찬가지로 폴리프로필렌도 가연성이 있다. 일반적인 구성의 인화점은 260°C 이고, 자연 발화 온도는 388°C이다.

## 같이 보기
- 플라스틱
- PET

## 참고 문헌
- 이 문서에는 다음커뮤니케이션(현 카카오)에서 GFDL 또는 CC-SA 라이선스로 배포한 글로벌 세계대백과사전의 내용을 기초로 작성된 글이 포함되어 있습니다.